# Liverpool F.C. (Montevideo)
Liverpool F.C. ili punim imenom Liverpool Fútbol Club urugvajski je nogometni klub iz grada Montevidea. Osnovan je 12. veljače 1915., u jeku Prvog svjetskog rata, te se otada bez prestanka natječe u urugvajskim i južnoameričkim nogometnim natjecanjima. Trenutačno se natječe u Prvoj urugvajskoj nogometnoj ligi, nakon što je sezone 2014./15. klub bio prvak Druge urugvajske nogometne lige.
Klub je osnovala skupina studenata katoličke kapucinske škole u Montevideu 1915., iako se u četvrti Nuevo París nogomet igrao od 1908. godine. Ime je dobio po engleskom gradu Liverpoolu, koji je kao i Montevideo lučki grad, a upravo su iz Liverpoola u Montevideo doputovali prvi putnički brodovi i parobrodi. Najveći klupski rival je  Montevideo Wanderers F.C., a klub je odigrao i nekoliko susreta protiv engleskog kluba Liverpool F.C.
Liverpool svoje utakmice igra na Stadionu Belvedere kapaciteta 10.000 sjedećih mjesta.

## Postignuća
- Prva urugvajska nogometna liga
  - Finalisti (1): 1995.
- Druga urugvajska nogometna liga
  - Prvaci (3): 1966., 1987., 2002.
- Tercera División Uruguay
  - Prvaci (2): 1919., 1937.

## Vanjske poveznice
- (šp.) liverpoolfc.com.uy - službene stranice nogometnog kluba
- (šp.) Neslužbene stranice kluba  Arhivirana inačica izvorne stranice od 3. travnja 2016. (Wayback Machine)